# Pachygonidia caliginosa
Pachygonidia caliginosa är en fjärilsart som beskrevs av Jean Baptiste Boisduval 1870. Pachygonidia caliginosa ingår i släktet Pachygonidia och familjen svärmare. Inga underarter finns listade i Catalogue of Life.